# Аласай
Аласа́й (рос. Аласай) — селище у складі Ясненського міського округу Оренбурзької області, Росія.
Стара назва — отділення № 2 совхоза Цілинний.

## Населення
Населення — 20 осіб (2010; 37 у 2002).
Національний склад (станом на 2002 рік):
- казахи — 97 %